# Josu Mondelo
Mondelo  Díaz est un nom espagnol. Le premier nom de famille, en général paternel, est Mondelo ; le second, en général maternel, souvent omis, est Díaz.
Josu Mondelo Díaz (né le 13 octobre 1981 à Saint-Sébastien) est un coureur cycliste espagnol, professionnel de 2005 à 2008.

## Palmarès
- 2003
  - 2e du Tour du Portugal de l'Avenir
- 2004
  - 2e du Tour d'Alicante
- 2007
  - 3e de la Cinturón a Mallorca

## Classements mondiaux
| Année           | 2006  | 2007 | 2008 |
| --------------- | ----- | ---- | ---- |
| UCI Europe Tour | 1248e | 670e | 792e |